# هرموسا بیچ (کالیفرنیا)
هرموسا بیچ (به انگلیسی: Hermosa Beach) شهری در شهرستان لس‌آنجلس، کالیفرنیا ایالت کالیفرنیا است که در سرشماری سال ۲۰۱۰ میلادی، ۱۹۵۰۶ نفر جمعیت داشته است.

## نگارخانه

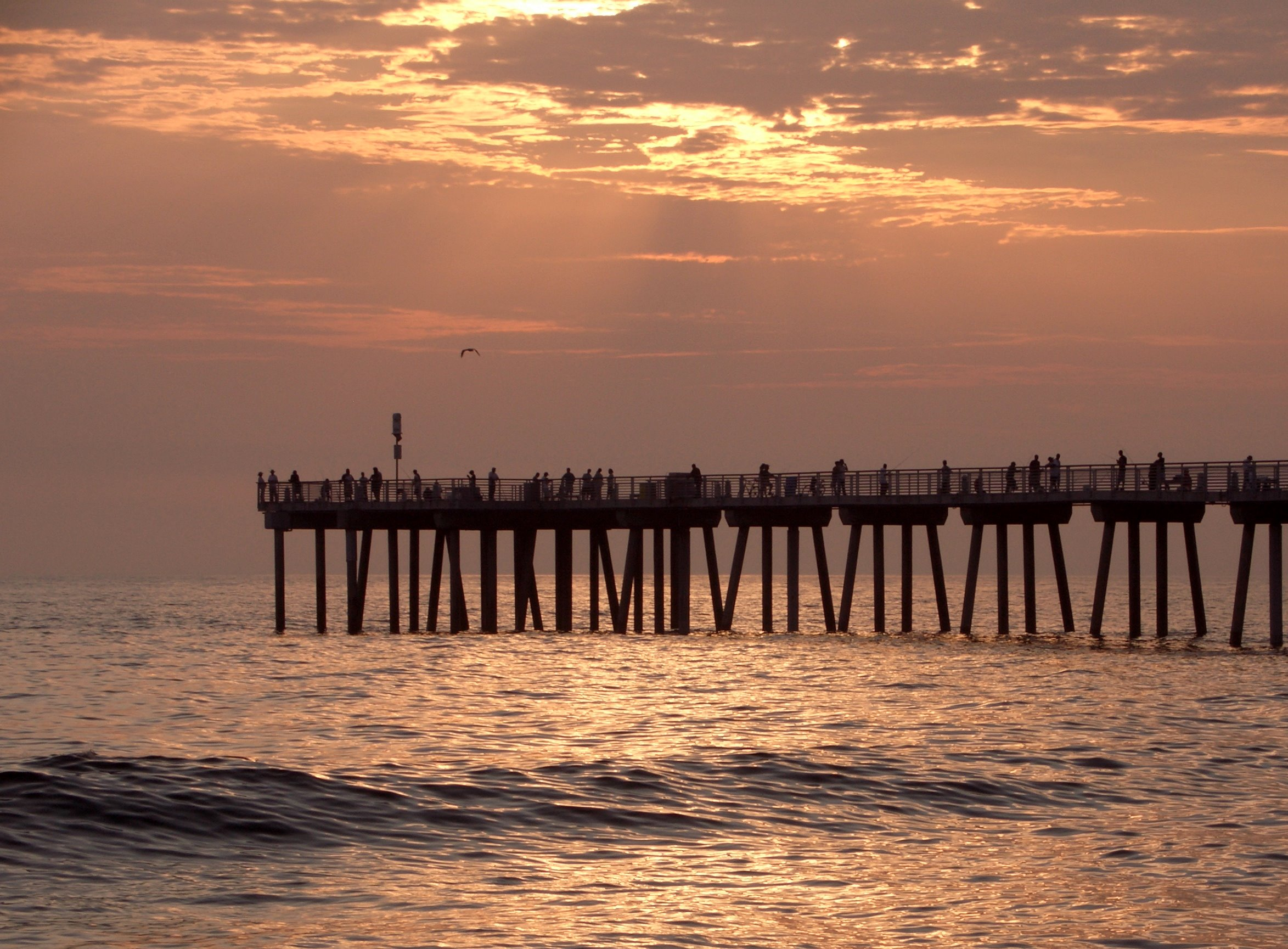
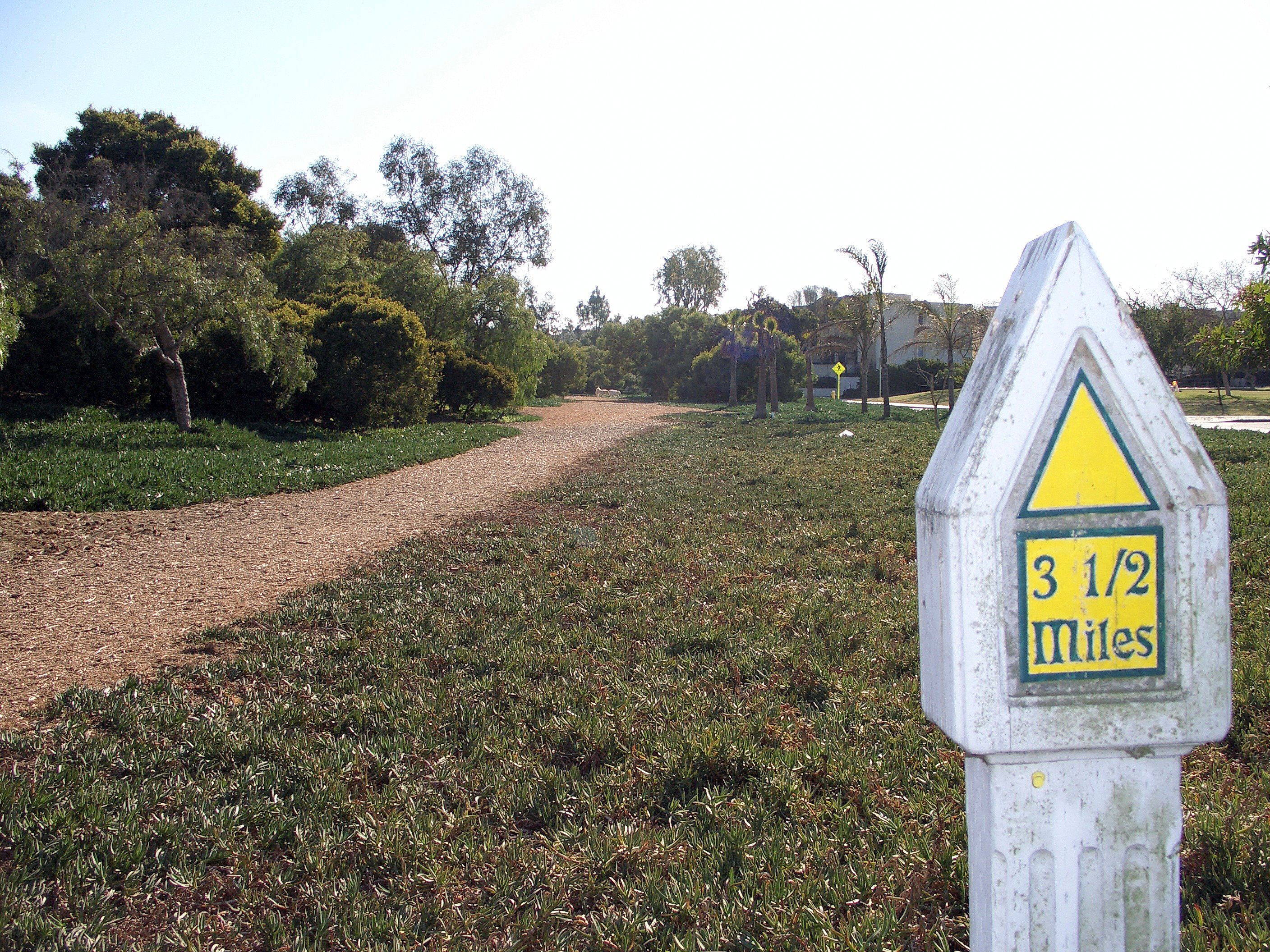
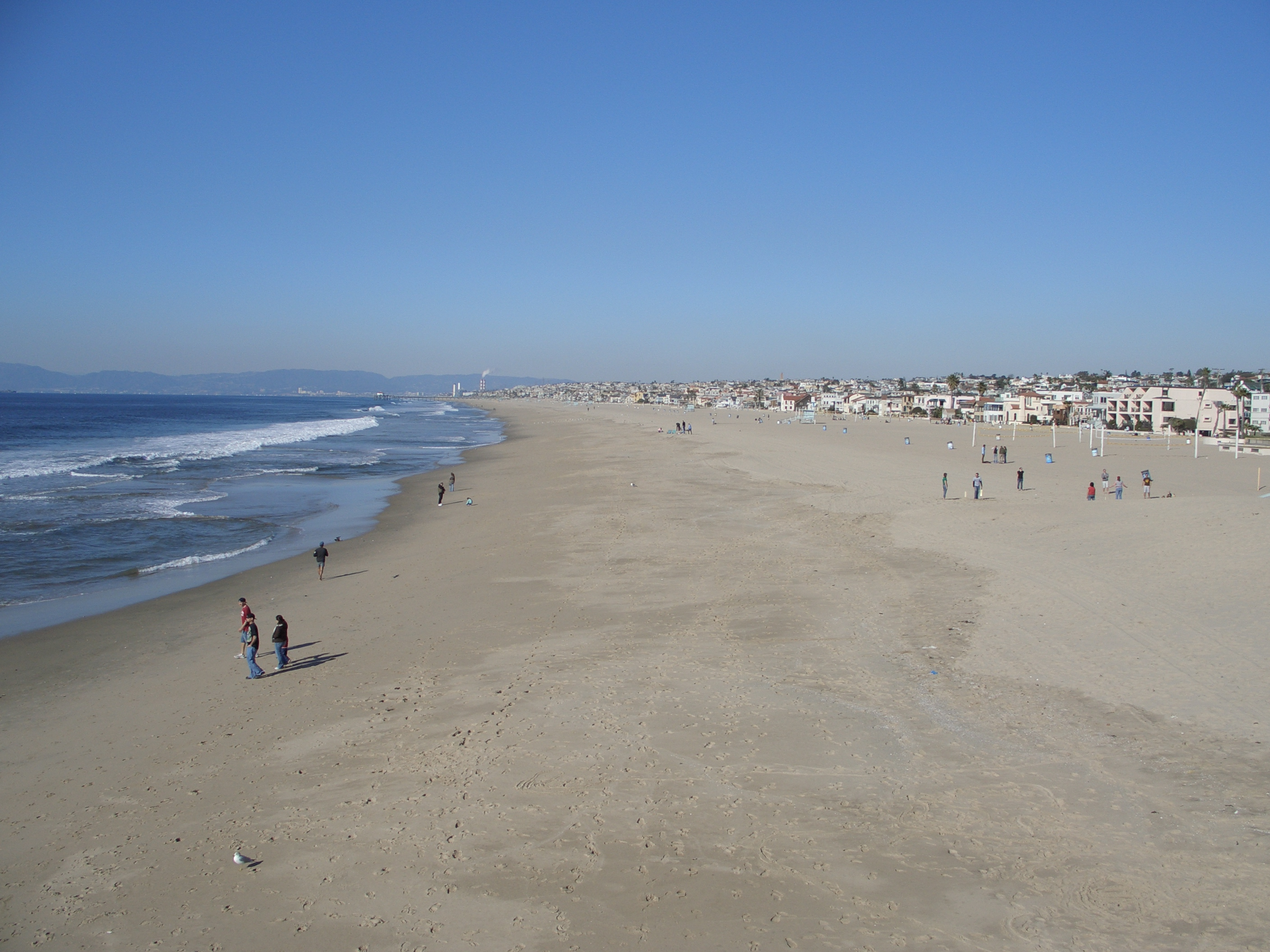
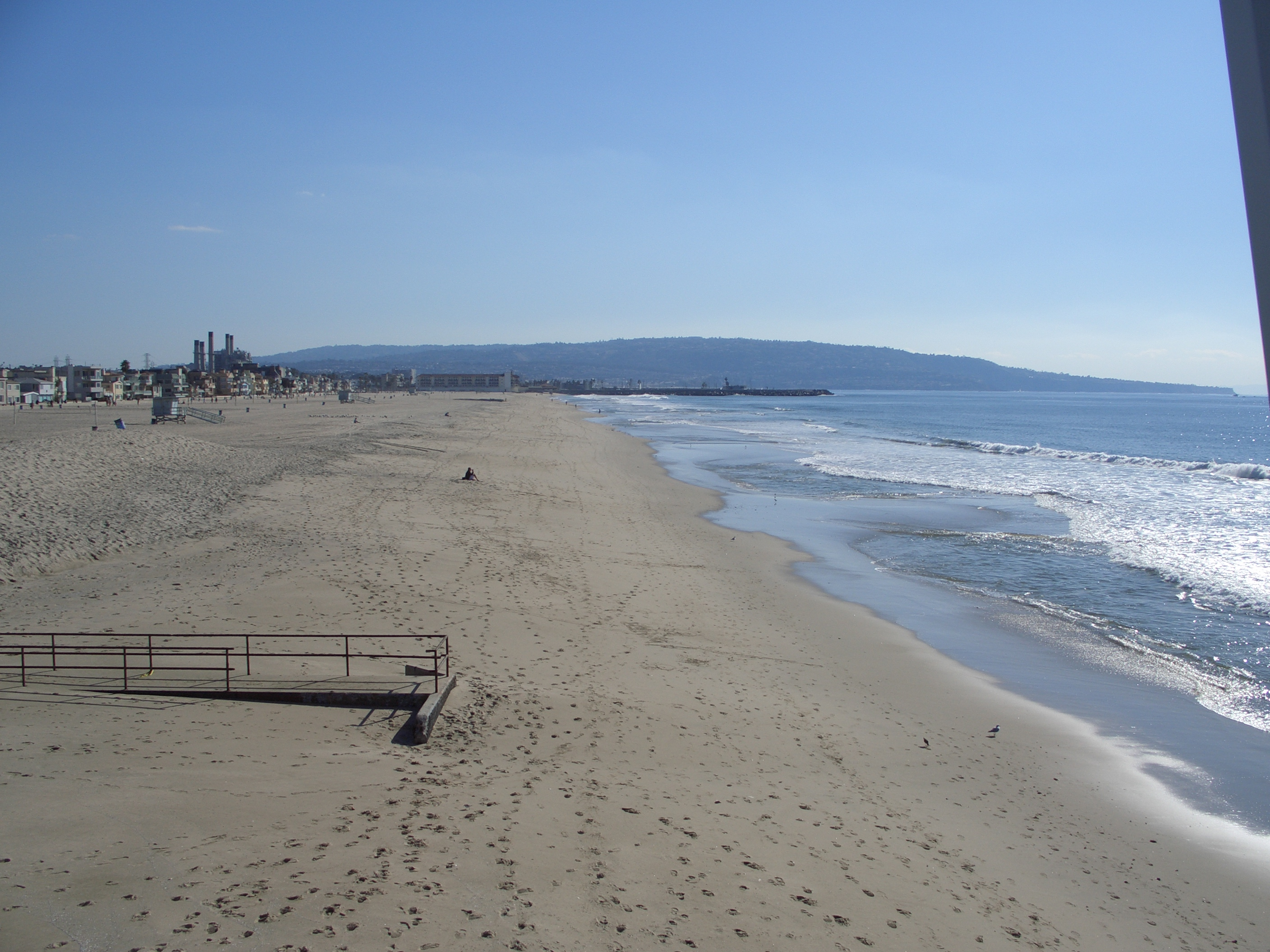